# Кёртис, Чарлз
Чарлз Кёртис (англ. Charles Curtis; 25 января 1860 — 8 февраля 1936) — американский политический и государственный деятель; член палаты представителей, сенатор от штата Канзас (1907—1913, 1915—1929) и 31-й вице-президент США (1929—1933).

## Биография
Чарлз Кёртис родился 25 января 1860 года в Топике, Канзас, в семье Оррена Кёртиса, английского, шотландского и валлийского происхождения, и Эллен Папин. Со стороны матери Кёртис был потомком вождя индейского племени канза. Мать Чарлза научила его французскому языку. С детства катаясь на лошадях, он был отличным жокеем. После смерти матери он воспитывался дедушкой и бабушкой, оказавших на него большое влияние. Именно бабушка настояла, чтобы Кёртис получил образование в средней школе Топики. После окончания школы Чарльз изучал право, попутно работая на неполном рабочем дне. В 1881 году его приняли в коллегию адвокатов. С 1885 по 1889 год проходил практику в Топике в качестве прокурора округа Шони, Канзас.

## Политическая карьера
Интерес, который Кёртис показал в скачках, был выражен и в его политической карьере. Избранный республиканцами в палату представителей, он переизбирался в последующие шесть сроков. Служа в Конгрессе, Чарльз Кёртис помог принятию с условиями, включающими обеспечение землёй пяти цивилизованных племён Оклахомы. Он полагал, что индейцы смогут извлечь выгоду, будучи образованными, ассимилируясь и присоединившись к цивилизованному обществу. Правительство попыталось убедить их принять европейско-американскую культуру. При осуществлении этой задачи некоторые администраторы зашли слишком далеко, угрожая и разрушая семьи.
В 1907 году был избран в сенат США законодательным органом штата Канзас. В 1912 на выборах в парламент штата победили демократы и выбрали в сенат вместо Кёртиса своего представителя.
В 1913 году была принята Семнадцатая поправка к Конституции США, предусматривающая прямые выборы сенаторов, путём всенародного голосования. В 1914 году избиратели выбрали Кёртиса сенатором. На этой должности он оставался до избрания вице-президентом. В 1925—1929 годах лидер сенатского большинства.
В 1928 году Кёртиса избрали вице-президентом. Вскоре после начала Великой депрессии он одобрил пятидневную рабочую неделю без сокращения заработной платы.
В 1932 году во время вице-президентства Кёртиса США принимали X летние Олимпийские игры, которые проходили в городе Лос-Анджелесе. При этом он открывал эти игры.

## Смерть
Чарльз Кёртис умер 8 февраля 1936 года от острого инфаркта миокарда. Был похоронен на кладбище Топики.